# Jaka Ankerst
Jaka Ankerst (né le 27 mars 1989 à Kranj en République socialiste de Slovénie) est un joueur professionnel de hockey sur glace slovène. Il évolue au poste de centre.

## Biographie

### Carrière en club
Après avoir joué en junior au HK MK Bled, il part en Amérique du Nord en début de saison 2007. Il joue treize matchs dans l'Eastern Junior Hockey League une ligue de niveau Tier 3 junior A avec les Apple Core de New York. Il revient à Bled en cours de saison et débute en senior dans le championnat de Slovénie. 
Lors de la campagne 2009-2010, il termine quatrième pointeur de la saison régulière de la Slohokej Liga avec trente-huit points. Il est recruté par le HK Maribor avec trois autres joueurs pour participer aux séries éliminatoires. Le HK Maribor élimine le HK Bled puis le HK Slavija. Lors de la finale disputée également en match aller-retour, il s'impose face au HK Partizan Belgrade. Ankerst inscrit le premier but de Maribor lors du match retour en Croatie. En championnat slovène, Ankerst sert quatre assistances lors des trois matchs disputés pour la troisième place face au HK Triglav. Maribor se classe derrière l'Acroni Jesenice et l'Olimpija Ljubljana.

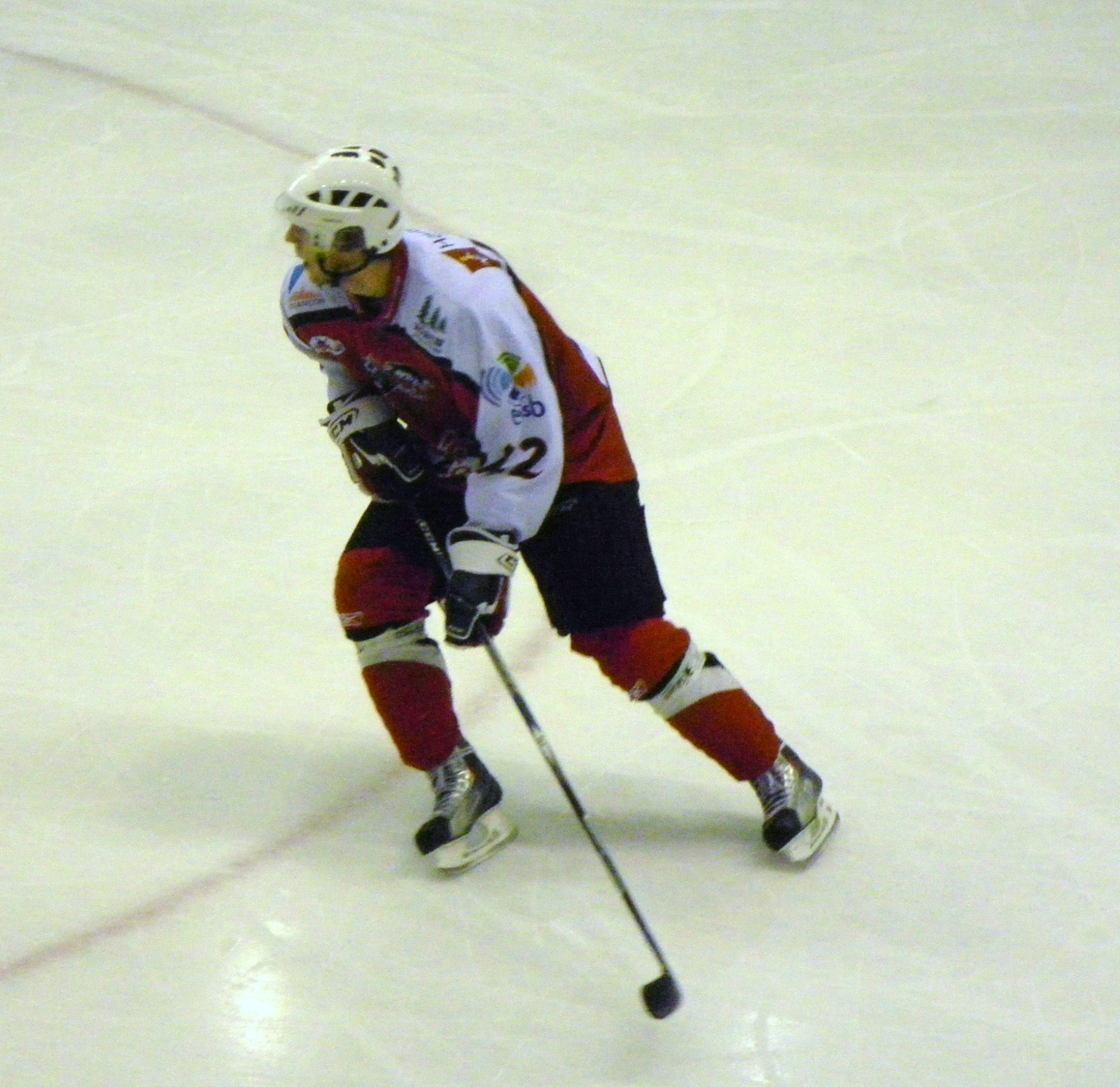
Ankerst avec les Diables rouges de Briançon en 2011.

Lors de l'intersaison 2010-2011, il signe aux Diables rouges de Briançon en compagnie de son coéquipier de Bled puis du HK Maribor, le défenseur Luka Tošič. Les deux joueurs sont conseillés par Rudi Hiti à l'entraîneur de l'équipe Luciano Basile. Mais le club connaît de graves problèmes financiers avant d'être sauvé et maintenu en Ligue Magnus lors du mois d'août. Les joueurs dont Ankerst acceptent de baisser leurs salaires et décident de poursuivre l'aventure avec les Diables Rouges. Rajeunie, l'équipe réalise un beau parcours en Coupe de la Ligue avant de s'incliner en finale contre les Brûleurs de Loups de Grenoble 4-3 en prolongation. Ankerst ouvre le score lors de ce match. Blessé aux adducteurs, il rate ensuite plusieurs matchs. Lors de son retour, il inscrit quatre assistances lors d'une victoire 11-2 chez le Mont-Blanc. Mais au cours du match qui suit contre les Dragons de Rouen, il se blesse au genou. Il revient en fin de saison régulière. Son bilan est de sept assistances en quatorze parties alors que son temps de jeu est limité à un rôle de centre sur la troisième ligne briançonnaise ainsi qu'à des présences en infériorité numérique. Il inscrit son premier en championnat lors des quarts de finale contre les Gothiques d'Amiens. Il compte trois points en quatre matchs. Amiens remporte la série trois victoires à une.
Il obtient comme Tošič alors l'opportunité de jouer dans son club formateur du HK Jesenice pensionnaire de l'EBEL, le championnat d'Autriche. Le club connait de graves problèmes financiers, et perd la plupart de ses joueurs cadres au cours de l'épreuve. Ankerst est blessé durant les mois de novembre et décembre. Le club connaît des problèmes financiers et termine onzième et dernier de la ligue. Ankerst inscrit cinq buts et sept assistances en trente-quatre matchs. Il est le seul joueur possédant un différentiel +/- positif avec +1 parmi ceux qui ont passé la saison entière avec l'équipe. En championnat de Slovénie, Jesenice élimine le HK Triglav en demi-finale. Il retrouve le HK Olimpija Ljubljana en finale. Ils perdent le premier match 6-4 avec deux assistances d'Ankerst. Jesenice remporte la deuxième rencontre 3-2 en prolongation grâce à un but victorieux d'Ankerst. Ljubljana enchaîne par deux succès consécutifs et devient champion national.
Le 1er septembre 2012, alors que son club connait de graves problèmes financiers et est interdit de participation en Erste Bank Liga puis en Inter-National League, il est mis à l'essai par le HDD Olimpija Ljubljana. Son essai étant concluant, le 14 septembre, il marque le but de la victoire 3-2 chez le KHL Medveščak lors du match se disputant dans l'amphithéâtre de Pula. L'Olimpija se classe neuvième de la saison régulière et ne se qualifie pas pour les séries éliminatoires. Ankerst inscrit quatorze points dont six buts en quarante-sept matchs. L'équipe participe ensuite au championnat de Slovénie, et élimine Jesenice en demi-finale deux victoires à zéro. En finale, elle remporte le titre national aux dépens du HK Slavija.
En août 2013, il est agent libre lorsqu'il participe au tournoi Rudi Hiti de Bled avec le Team Jesenice. Il affronte Briançon et se rappelle aux souvenirs de l'entraîneur Luciano Basile qui l'engage alors pour remplacer Andy Bathgate durant la pré-saison. Il aide son équipe à remporter le match des champions 2013 face à Rouen lors d'une victoire 4-2. En Coupe de France, les Diables rouges atteignent le stade des demi-finales où ils sont éliminés 2-4 face à Rouen où Ankerst sert une assistance à Jimmy Jensen. Briançon s'incline contre cette même équipe en demi-finale de Coupe de la Ligue. Le 22 décembre 2013, il marque un but lors du Winter Game, match de saison régulière contre Grenoble disputé au Stade des Alpes et remporté 5-4. L'attaquant marque vingt-et-un points dont sept buts lors de la saison régulière de la Ligue Magnus. Il est aligné au centre de la deuxième ligne avec Boštjan Goličič et le suédois Jimmy Jensen. Deuxièmes de la saison régulière, les briançonnais éliminent Villard-de-Lans trois matchs à un puis Dijon en quatre matchs secs. Lors de la finale, Briançon affronte Angers et s'impose quatre victoires à trois. Lors du septième et dernier match, le 6 avril 2014, les Ducs mènent 1-0 grâce à Braden Walls à la patinoire René Froger. Briançon réagit en supériorité numérique, Ankerst servant deux assistances sur les deux premiers buts de son équipe qui l'emporte 5-1. Briançon décroche la Coupe Magnus, trophée récompensant le champion de France, pour la première fois de son histoire. Le slovène inscrit huit points lors des matchs de la finale portant son compteur à quinze dont douze assistances durant les quinze parties des séries éliminatoires.
L'année suivante, il retourne à Jesenice mais revient rapidement en France du côté des Gothiques d'Amiens. À la fin de la saison son transfert pour Jesenice est à nouveau officialisé. Il y reste pour la saison 2016-2017 avant de revenir en France pour la saison suivante, cette fois du côté du Lyon Hockey Club où il est entraîné par son compatriote Mitja Šivic et retrouve ses anciens coéquipiers de Briançon et Amiens Dave Labrecque, Norbert Abramov et Fabien Kazarine.

### Carrière internationale
Il représente l'équipe de Slovénie au niveau international. Il a participé aux sélections jeunes. Il est sélectionné pour le championnat du monde moins de 18 ans 2006. La Slovénie termine deuxième de la division 1, groupe A, battue par la Suisse 1-0 lors du match décisif. Ankerst, aligné sur la première ligne d'attaque slovène, marque deux buts et une assistance durant le tournoi. Lors du championnat du monde moins de 18 ans 2007, Ankerst est aligné avec Jan Urbas et Boštjan Goličič sur la premier trio slovène. Avec neuf points dont six aides, il est le meilleur passeur et pointeur de sa formation. Il est le quatrième compteur de la division 1, groupe A dans un classement mené par le biélorusse Mikhaïl Stefanovitch et ses douze points. La Biélorussie remporte la compétition devant leurs hôtes slovènes.
Il est sélectionné pour le championnat du monde junior 2008 de la division 1, groupe B. La Slovénie prend la troisième place derrière la Lettonie et la Biélorussie. Ankerst marque un but et une assistance en cinq parties.
Lors du championnat du monde junior 2009, les Slovènes prennent la quatrième place derrière la Suisse, la Biélorussie et la France. Ankerst inscrit trois buts et une assistance en quatre matchs. Il joue avec Anže Ropret et Boštjan Goličič et ne dispute pas le dernier match face à la Pologne.
Le 8 avril 2011, il honore sa première sélection senior lors d'un match amical contre la Hongrie. Le sélectionneur est alors Matjaž Kopitar. Il inscrit son premier but lors de sa cinquième sélection le 16 avril 2011 face à la France en match amical. Il inscrit le premier but face à Cristobal Huet et sa sélection s'impose 2-0. Il est retenu pour le championnat du monde 2011 mais il fait partie avec Žiga Pavlin, des deux joueurs réservistes lors du premier tour. Ankerst dispute les trois matchs de la poule de relégation face à la Lettonie, l'Autriche et le Bélarus. La Slovénie termine seizième et dernière et est reléguée en division 1 pour l'édition 2012.
Il fait son retour en sélection en 2014 et est retenu pour le championnat du monde de division 1, groupe A. Il commence le tournoi sur la troisième ligne d'attaque avec Goličič et Razingar. Il reste sur le banc lors des trois derniers matchs, perdant sa place au profit d'Anže Kuralt. Les Lynx remportent le tournoi et retrouvent l'élite pour l'édition 2015.

## Statistiques

### En club
| Saison    | Équipe                     | Ligue               |    | Saison régulière | Saison régulière | Saison régulière | Saison régulière | Saison régulière |   | Séries éliminatoires | Séries éliminatoires | Séries éliminatoires | Séries éliminatoires | Séries éliminatoires |
| Saison    | Équipe                     | Ligue               | PJ | B                | A                | Pts              | Pun              | PJ               | B | A                    | Pts                  | Pun                  |                      |                      |
| 2003-2004 | HK MK Bled                 | Ligue Slovène Jr.   | 20 | 6                | 4                | 10               | 31               |                  |   |                      |                      |                      |                      |                      |
| 2004-2005 | HK MK Bled                 | Ligue Slovène Jr.   | 14 | 6                | 0                | 6                | 28               |                  |   |                      |                      |                      |                      |                      |
| 2005-2006 | HK MK Bled                 | Ligue Slovène Jr.   |    |                  |                  |                  |                  |                  |   |                      |                      |                      |                      |                      |
| 2005-2006 | HK MK Bled                 | Kärntner Elite Liga |    | 18               | 16               | 34               | 18               |                  |   |                      |                      |                      |                      |                      |
| 2006-2007 | HK MK Bled                 | Ligue Slovène Jr.   | 14 | 14               | 16               | 30               | 24               | 5                | 3 | 2                    | 5                    | 4                    |                      |                      |
| 2006-2007 | HK MK Bled                 | Kärntner Elite Liga | 19 | 12               | 14               | 26               | 8                |                  |   |                      |                      |                      |                      |                      |
| 2007-2008 | Apple Core de New York     | EJHL                | 13 | 0                | 2                | 2                | 6                |                  |   |                      |                      |                      |                      |                      |
| 2007-2008 | HK MK Bled                 | Ligue Slovène Jr.   | 12 | 8                | 9                | 17               | 2                | 3                | 2 | 2                    | 4                    | 2                    |                      |                      |
| 2007-2008 | HK MK Bled                 | Državno Prvenstvo   | 16 | 5                | 7                | 12               | 10               | 2                | 1 | 0                    | 1                    | 0                    |                      |                      |
| 2008-2009 | HK MK Bled                 | Državno Prvenstvo   | 34 | 22               | 22               | 44               | 22               | 3                | 1 | 1                    | 2                    | 2                    |                      |                      |
| 2009-2010 | HK MK Bled                 | Slohokej Liga       | 24 | 17               | 21               | 38               | 27               |                  |   |                      |                      |                      |                      |                      |
| 2009-2010 | HK Maribor                 | Slohokej Liga       | -  | -                | -                | -                | -                | 6                | 2 | 2                    | 4                    | 4                    |                      |                      |
| 2009-2010 | HK Maribor                 | Državno Prvenstvo   | 4  | 0                | 1                | 1                | 0                | 3                | 0 | 4                    | 4                    | 0                    |                      |                      |
| 2010-2011 | Diables rouges de Briançon | Ligue Magnus        | 16 | 0                | 7                | 7                | 6                | 4                | 1 | 2                    | 3                    | 0                    |                      |                      |
| 2011-2012 | HK Jesenice                | EBEL                | 34 | 5                | 7                | 12               | 22               | -                | - | -                    | -                    | -                    |                      |                      |
| 2011-2012 | HK Jesenice                | Državno Prvenstvo   | -  | -                | -                | -                | -                | 6                | 1 | 6                    | 7                    | 6                    |                      |                      |
| 2012-2013 | HDD Olimpija Ljubljana     | EBEL                | 47 | 6                | 8                | 14               | 6                | -                | - | -                    | -                    | -                    |                      |                      |
| 2012-2013 | HDD Olimpija Ljubljana     | Državno Prvenstvo   | -  | -                | -                | -                | -                | 4                | 1 | 0                    | 1                    | 0                    |                      |                      |
| 2013-2014 | Diables rouges de Briançon | Ligue Magnus        | 26 | 7                | 14               | 21               | 10               | 15               | 3 | 12                   | 15                   | 8                    |                      |                      |
| 2014-2015 | Diables rouges de Briançon | Ligue Magnus        | 24 | 7                | 15               | 22               | 6                | 8                | 1 | 3                    | 4                    | 2                    |                      |                      |
| 2015-2016 | HDD Jesenice               | INL                 | 3  | 2                | 1                | 3                | 2                | -                | - | -                    | -                    | -                    |                      |                      |
| 2015-2016 | Gothiques d'Amiens         | Ligue Magnus        | 18 | 4                | 4                | 8                | 16               | 5                | 0 | 1                    | 1                    | 4                    |                      |                      |
| 2016-2017 | HDD Jesenice               | Alps HL             | 18 | 7                | 11               | 18               | 4                | 9                | 6 | 3                    | 9                    | 8                    |                      |                      |
| 2016-2017 | HDD Jesenice               | Državno Prvenstvo   | -  | -                | -                | -                | -                | 6                | 8 | 10                   | 18                   | 0                    |                      |                      |
| 2017-2018 | Lions de Lyon              | Ligue Magnus        | 44 | 12               | 14               | 26               | 22               | 6                | 1 | 1                    | 2                    | 0                    |                      |                      |
| 2018-2019 | Lions de Lyon              | Ligue Magnus        | 39 | 7                | 10               | 17               | 20               | 6 rel            | 7 | 3                    | 10                   | 0                    |                      |                      |
| 2019-2020 | HDD Jesenice               | Ligue slovène       | 8  | 4                | 10               | 14               | 2                | 3                | 0 | 1                    | 1                    | 2                    |                      |                      |
| 2019-2020 | HDD Jesenice               | Alps HL             | 30 | 12               | 11               | 23               | 6                | -                | - | -                    | -                    | -                    |                      |                      |
| 2020-2021 | Diables rouges de Briançon | Ligue Magnus        | 18 | 1                | 5                | 6                | 10               | -                | - | -                    | -                    | -                    |                      |                      |

#### Compétitions annexes
| Saison    | Équipe                     | Compétition |    | Saison régulière | Saison régulière | Saison régulière | Saison régulière | Saison régulière |   | Séries éliminatoires | Séries éliminatoires | Séries éliminatoires | Séries éliminatoires | Séries éliminatoires |
| Saison    | Équipe                     | Compétition | PJ | B                | A                | Pts              | Pun              | PJ               | B | A                    | Pts                  | Pun                  |                      |                      |
| 2010-2011 | Diables rouges de Briançon | CdL         | 6  | 1                | 1                | 2                | 4                | 5                | 2 | 1                    | 3                    | 6                    |                      |                      |
| 2013      | Diables rouges de Briançon | MdC         | 1  | 0                | 0                | 0                | 2                | -                | - | -                    | -                    | -                    |                      |                      |
| 2013-2014 | Diables rouges de Briançon | CdL         | 5  | 1                | 2                | 3                | 2                | 4                | 0 | 1                    | 1                    | 0                    |                      |                      |
| 2013-2014 | Diables rouges de Briançon | CdF         | -  | -                | -                | -                | -                | 3                | 1 | 2                    | 3                    | 2                    |                      |                      |
| 2014      | Diables rouges de Briançon | MdC         | 1  | 0                | 0                | 0                | 0                | -                | - | -                    | -                    | -                    |                      |                      |
| 2014-2015 | Diables rouges de Briançon | CHL         | 4  | 0                | 1                | 1                | 0                | -                | - | -                    | -                    | -                    |                      |                      |
| 2014-2015 | Diables rouges de Briançon | CdL         | 5  | 2                | 0                | 2                | 2                | -                | - | -                    | -                    | -                    |                      |                      |
| 2014-2015 | Diables rouges de Briançon | CdF         | -  | -                | -                | -                | -                | 4                | 3 | 1                    | 4                    | 4                    |                      |                      |

### En équipe nationale
| Année | Compétition                          |   | PJ | B | A | Pts | Pun | +/-                                           |  | Résultat |
| 2006  | Championnat du monde moins de 18 ans | 5 | 2  | 1 | 3 | 2   | +4  | Médaille d'argent de la division 1, groupe A  |  |          |
| 2007  | Championnat du monde moins de 18 ans | 5 | 3  | 6 | 9 | 4   | +2  | Médaille d'argent de la division 1, groupe A  |  |          |
| 2008  | Championnat du monde junior          | 5 | 1  | 1 | 2 | 2   | 0   | Médaille de bronze de la division 1, groupe B |  |          |
| 2009  | Championnat du monde junior          | 4 | 3  | 1 | 4 | 6   | +1  | Quatrième place de la division 1, groupe A    |  |          |
| 2011  | Championnat du monde                 | 3 | 0  | 0 | 0 | 2   | 0   | Seizième de l'élite                           |  |          |
| 2014  | Championnat du monde                 | 5 | 0  | 0 | 0 | 0   | -1  | Médaille d'or de la division D1, groupe A     |  |          |

## Roller in line hockey
Il a pratiqué le Roller in line hockey durant l'intersaison.

### Statistiques
| Saison | Équipe         | Ligue         |    | PJ | B | A | Pts  | Pun |
| 2005   | Troha Pub Bled | Ligue Slovène | 13 | 2  | 2 | 4 | 1.30 |     |
| 2006   | Troha Pub      | Ligue Slovène | 6  | 1  | 3 | 4 | 0    |     |
| 2007   | Troha Pub      | Ligue Slovène | 0  | 0  | 0 | 0 | 0    |     |